# Mark Prior
Mark William Prior, ameriški poklicni bejzbolist, * 7. september 1980, San Diego, Kalifornija.
Prior je bivši poklicni metalec. Med letoma 2002 in 2006 je igral za moštvo Chicago Cubs. Znan je predvsem po mnogih poškodbah, ki so skorajda zaustavile njegov igralski razvoj. 

## Nabor metov
Njegov najpomembnejši met je bila hitra žoga, ki doseže okrog 150 km/h. Uporabljal je še oblinarko, oblarca in spremenljivca. 